# 春田花花同學會
《春田花花同學會》是一部香港電影，2006年1月22日在香港上映。電影由動畫及真人演出組合而成，由趙良駿任導演。故事講述「春田花花幼稚園」（源自《麥嘜》漫畫的虛構學校）裡一班小朋友，在長大後在社會工作的情況。電影中的歌曲《齋鹵味》由指揮葉詠詩及香港小交響樂團一同演出。

## 情节
在送雞迎狗的大除夕，中環國際金融中心發生脅持人質事件，特別任務連在門外準備拯救人質，而賊人提出的第一個要求是「囉仔記」的窩蛋牛肉飯等外賣飯盒。這要求令警方掌握了重要的線索，原來事件與即將來臨的「春田花花幼稚園50週年」慶典有關。
當年「春田花花幼稚園」的小朋友，畢業後各自在各行各業發展，現在成為了「春田花花同學會」的一份子，但成年人的工作世界竟然同小時候的世界一樣，目標不清的，大家最終期望其實只是「搵兩餐」。（「搵兩餐」在粵語中字面意思是「找兩餐」，意思是勉强维持生活过日子，普通話是「討兩餐（或『討口飯』，更為可悲）吃」）。

## 演員表
- 葉詠詩
- 尹子維（匪徒）
- 方力申
- 池珍熙
- 何超儀
- 余文樂（警察通訊員）
- 吳君如
- 吳彥祖（匪徒）
- 吳雨霏（見習醫生）
- 岑建勳
- 杜可風
- 李蘢怡
- 周筆暢
- 房祖名
- 苗僑偉（警司）
- 林一峰
- 林海峰
- 夏春秋（中醫師）
- 徐天佑（見習醫生）
- 陳子聰（匪徒）
- 陳柏霖
- 陳慧琳（配音OL）
- 連　凱（匪徒）
- 張兆輝
- 張致恆
- 張達明
- 張靚穎
- 許紹雄（配音 黃啟順督察）
- 梁洛施（配音 斬雞詠詩）
- 梁詠琪
- 梁漢文
- 傅　穎
- 喬寶寶
- 曾志偉（配音 白雪公主）
- 黃又南
- 黃秋生（配音 船长）
- 吳鎮宇
- 楊愛瑾（警員）
- 詹瑞文
- 蔣志光（初級醫生）
- 鄧兆尊
- 鄭中基
- 區瑞強
- 黎耀祥
- 劉以達
- 謝霆鋒
- 梁慧恩
- 關智斌
- Vitas

## 外部連結
- 春田花花中華博物館[] （页面存档备份，存于） 香港電台電視部 外判節目
- Yahoo奇摩電影上《麥兜的春田花花同學會》的資料（繁體中文）
- 開眼電影網上《麥兜的春田花花同學會》的資料（繁體中文）
- 豆瓣电影上《春田花花同學會》的資料 （简体中文）
- 时光网上《春田花花同學會》的資料（简体中文）
- AllMovie上《春田花花同學會》的资料（英文）
- 香港影庫上《春田花花同學會》的資料（繁體中文）
- 爛番茄上《春田花花同學會》的資料（英文）
- 互联网电影数据库（IMDb）上《春田花花同學會》的资料（英文）